# 요코하마정
요코하마정(일본어: 横浜町 요코하마마치[*])은 일본 아오모리현 시모키타반도의 중간부에 있고 무쓰만과 접한 가미키타군의 정이다.

## 지리
시모키타반도의 중간부에 위치하고 서쪽으로 무쓰만, 동쪽으로 가나즈산 등의 산악 지대로 둘러싸여 있다.

## 역사
에도 시대에 천연노송, 또 해삼을 중심으로 한 해산물의 북방 무역으로 번영하였다.
- 1878년 - 군제 시행으로 가미키타군에 속하게 되었다.
- 1889년 - 정촌제 시행으로 요코하마촌이 성립하였다.
- 1958년 4월 1일 - 정으로 승격해 요코하마정이 되었다.

## 교통

### 철도
- 동일본 여객철도 오미나토선

### 도로
- 국도 279호선(일본어판)

## 인구
| 연도 | 인구  | ±%     |
| ---- | ----- | ------ |
| 1920 | 3,316 | —      |
| 1930 | 4,173 | +25.8% |
| 1940 | 5,016 | +20.2% |
| 1950 | 7,068 | +40.9% |
| 1960 | 7,742 | +9.5%  |
| 1970 | 7,144 | −7.7%  |
| 1980 | 6,590 | −7.8%  |
| 1990 | 6,126 | −7.0%  |
| 2000 | 5,508 | −10.1% |
| 2010 | 4,880 | −11.4% |